# 米原市醒井宿資料館
米原市醒井宿資料館（まいばらし さめがいじゅくしりょうかん）は、滋賀県米原市醒井にある文化財建造物を活用した博物館。2000年（平成12年）11月12日に米原町醒井宿資料館として開館した。中山道の醒井宿に位置し、1915年（大正4年）に建築された旧醒井郵便局局舎ならびに江戸時代に建築された川口家住宅（旧醒井宿問屋場）の2か所の施設により構成される。

## 旧醒井郵便局舎

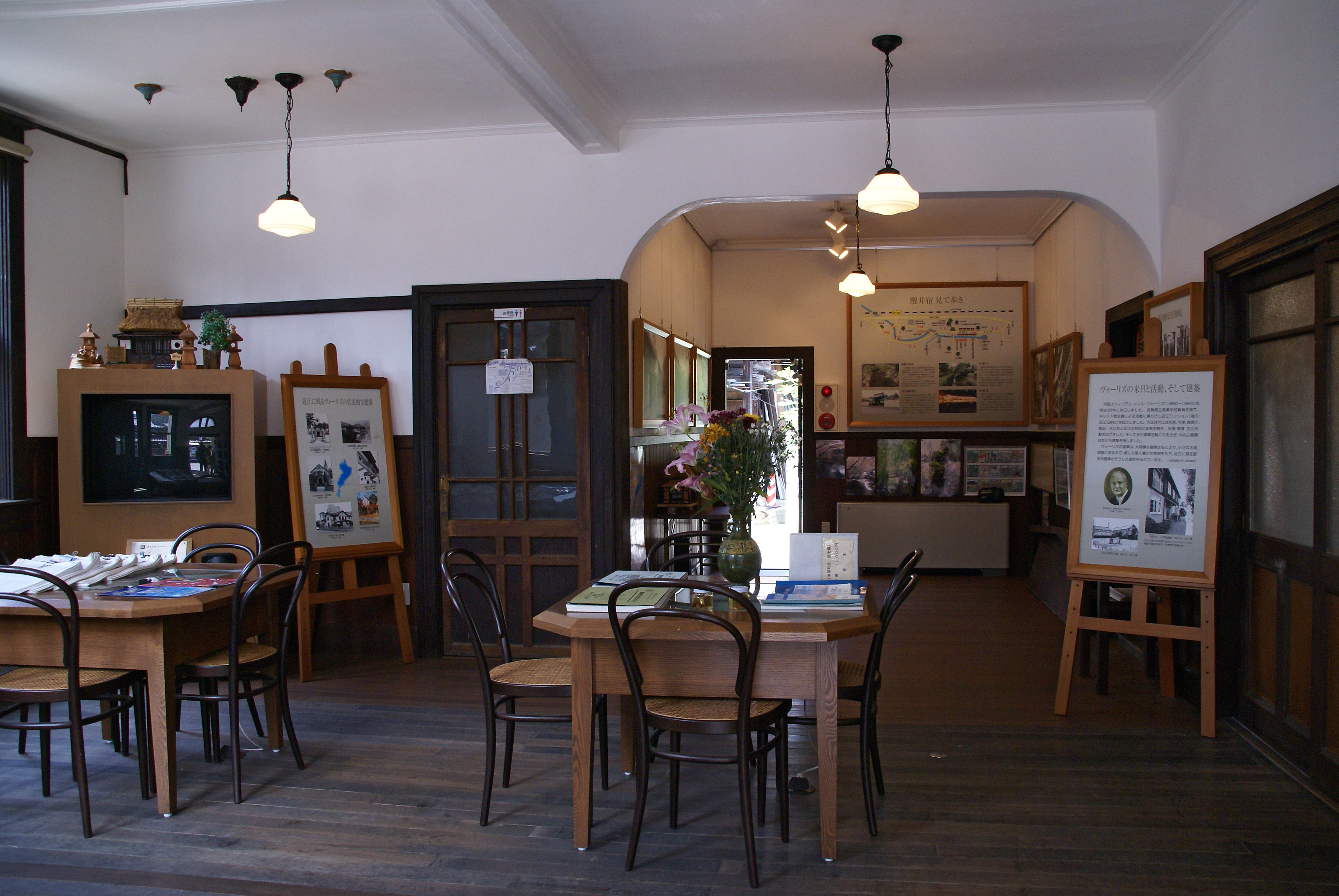
旧醒井郵便局舎1階

1915年（大正4年）に建設され、その後1973年（昭和48年）まで醒井郵便局として使用されていた木造2階建の擬洋風建築物であり、ウィリアム・メレル・ヴォーリズが設計に携わったとされる。当初の建物の様相は、ヴォーリズ建築事務所に残存する設計図とは異なり、変更が認められるが、1階部分の規模や外観はおおよそ一致する。
1934年（昭和9年）にはモルタル張りの建物に改築され、外壁のほか玄関の位置や間取りなどに大規模な変更が加えられて、中央に玄関がある現在の外観および間取りに近いものとなった。その後も時代とともに内部の改修が行なわれたが、基本構造は当初のものが利用されている。
外観は、角柱にフルーティングが施され、柱頭にはアカンサス装飾が見られる。1階に郵便および電信事務室ならびに応接室があり、2階は電話交換室および交換手の宿直室・休憩室として使用されていた。
資料館としての再利用を目的として、1999年（平成11年）から2000年（平成12年）にかけて解体修理が行われ、現在に至っている。館内は、1階展示室をパネル等による醒井宿の紹介などにあてるとともに休憩所として無料開放し、有料の2階展示室では、醒井宿の庄屋・問屋を代々務めた江龍宗左衛門家伝来の醒井宿絵図や古文書の一部などを展示する。
なお、醒井には1901年（明治34年）に初代の郵便局が建設されており、今に残る旧醒井郵便局舎は2代目にあたり、3代目となる現在の醒井郵便局は、米原市枝折127番地に所在する。

## 醒井宿問屋場

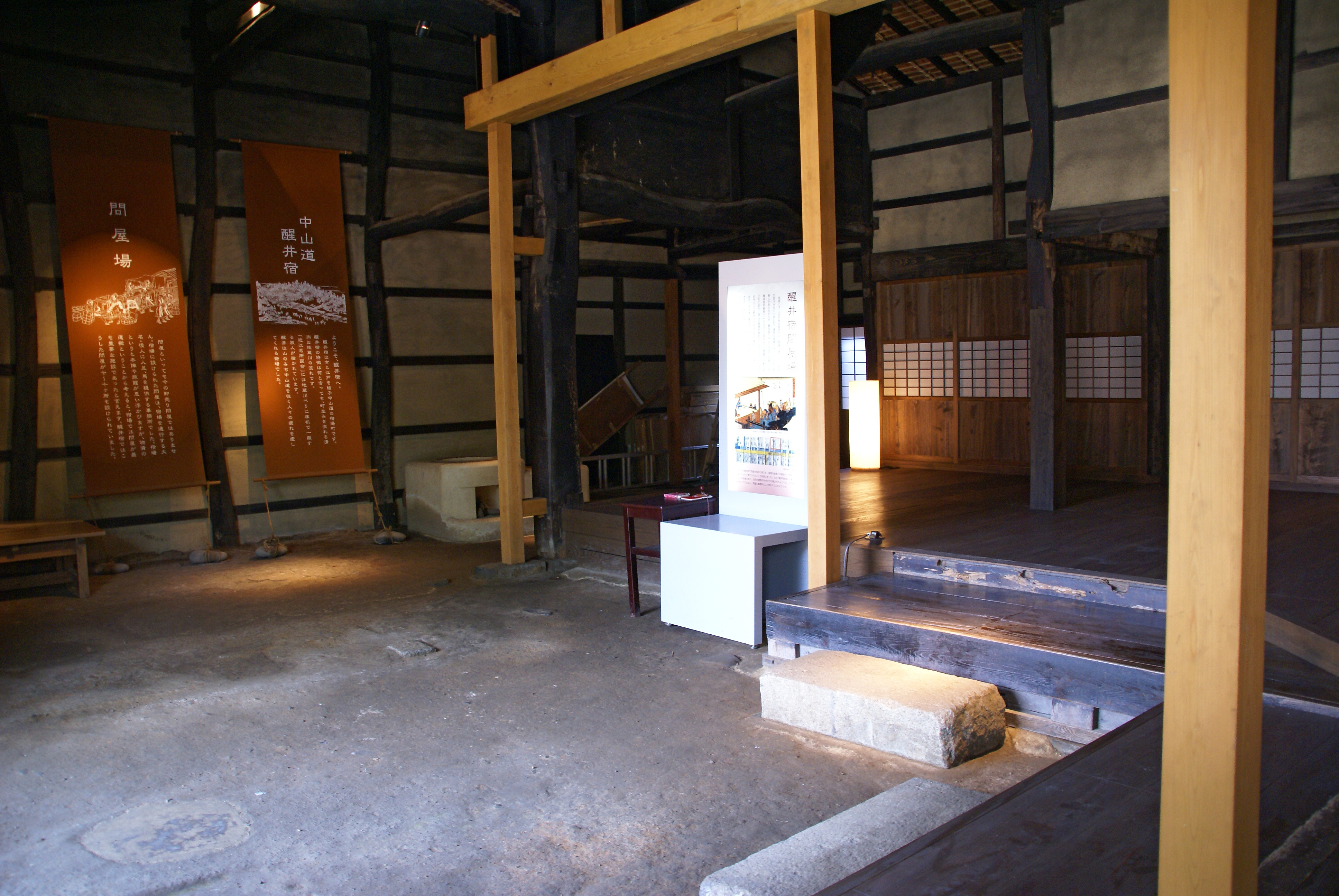
旧問屋場（川口家住宅）内

醒井宿を通行する大名や役人に提供する人足や馬の手配などを行う問屋を代々営んだ川口家の住宅であった。かつて醒井宿に7軒あった問屋の1つであるが、完全な形で宿場に残存する問屋場（現在の問屋とは相違点が多い）は全国的にも希少であり、米原市の文化財に指定されている。
江戸時代前期、17世紀中期-後期の建築とされる。構造は木造平屋建。間取りは、玄関に広い土間があり、右正面に板の間8畳、その左手に和室8畳・6畳続きの間、正面に板の間6畳と奥に板の間3畳がある。当初の建物は、さらに南側に家屋が続いていたことが、旧醒井郵便局舎2階に展示される「江龍文書」の醒井宿絵図（享和4年〈1804年〉）に認められ、発掘調査により確認されている。
発掘調査は1998年（平成10年）度になされ、同年、米原町の文化財に指定された後、2000年（平成12年）より修復が行なわれた。資料展示のほか、定期的にコンサート等のイベント会場としても活用されている。

## 文化財
旧醒井郵便局局舎
1915年（大正4年）築。1934年（昭和9年）改築、木造2階建、瓦葺、外部モルタル張り、平面規模4間半×4間。建築面積84平方メートル。1998年（平成10年）9月2日、国の登録有形文化財（建造物）に登録されている。
川口家住宅（旧醒井宿問屋場）
17世紀中期-後期（江戸時代前期）築。木造平屋建。1998年（平成10年）12月21日、市指定（旧町指定）文化財・建築物に指定されている。

## 利用情報
- 開館時間 - 9:00から17:00（入館は16:30まで）[2][7]。
- 休館日 - 毎週月曜日（祝日の場合は翌日）、年末年始は12月27日から1月5日まで休館[2][7]。
- 料金 - 2館共通。大人（高校生以上）200円、小人（小・中学生）100円[7]。団体（20人以上）大人160円、小人80円[2]。

## 交通アクセス
公共交通機関
- JR東海東海道本線「醒ケ井駅」から旧醒井郵便局舎まで徒歩5分、醒井宿問屋場は旧郵便局舎より5分。

自家用車
- 北陸自動車道「米原インターチェンジ」から国道21号を大垣・岐阜方面に約3キロメートル。
  - 「醒井水の宿駅」駐車場[7]、醒ヶ井駅（市営）駐車場。